# Istocheta leishanica
Istocheta leishanica är en tvåvingeart som beskrevs av Zhao och Sun 1993. Istocheta leishanica ingår i släktet Istocheta och familjen parasitflugor.
Artens utbredningsområde är Guizhou (Kina). Inga underarter finns listade i Catalogue of Life.